# Hornomoravský Úval
Hornomoravský Úval är en dal i Tjeckien.   Den ligger i regionen Zlín, i den östra delen av landet, 240 km öster om huvudstaden Prag.